# Showboat Atlantic City

El Showboat Atlantic City es un casino localizado en Atlantic City, Nueva Jersey, cuyo tema principal es la ciudad de Nueva Orleans. El casino es actualmente propiedad de Harrah's Entertainment y es el que está más al norte de Boardwalk en Atlantic City. La propiedad contiene un restaurante de la House of Blues y tiene suites bajo el nombre de House of Blues. En mayo de 2003, el hotel Showboat agregó 544 nuevas habitaciones, en una nueva torre de $90 millones de dólares. El hotel tiene ocho restaurantes, incluyendo el Canal Street Bread & Sandwich Company, el Mansion Cafe y el French Quarter Buffet, entre otros. 

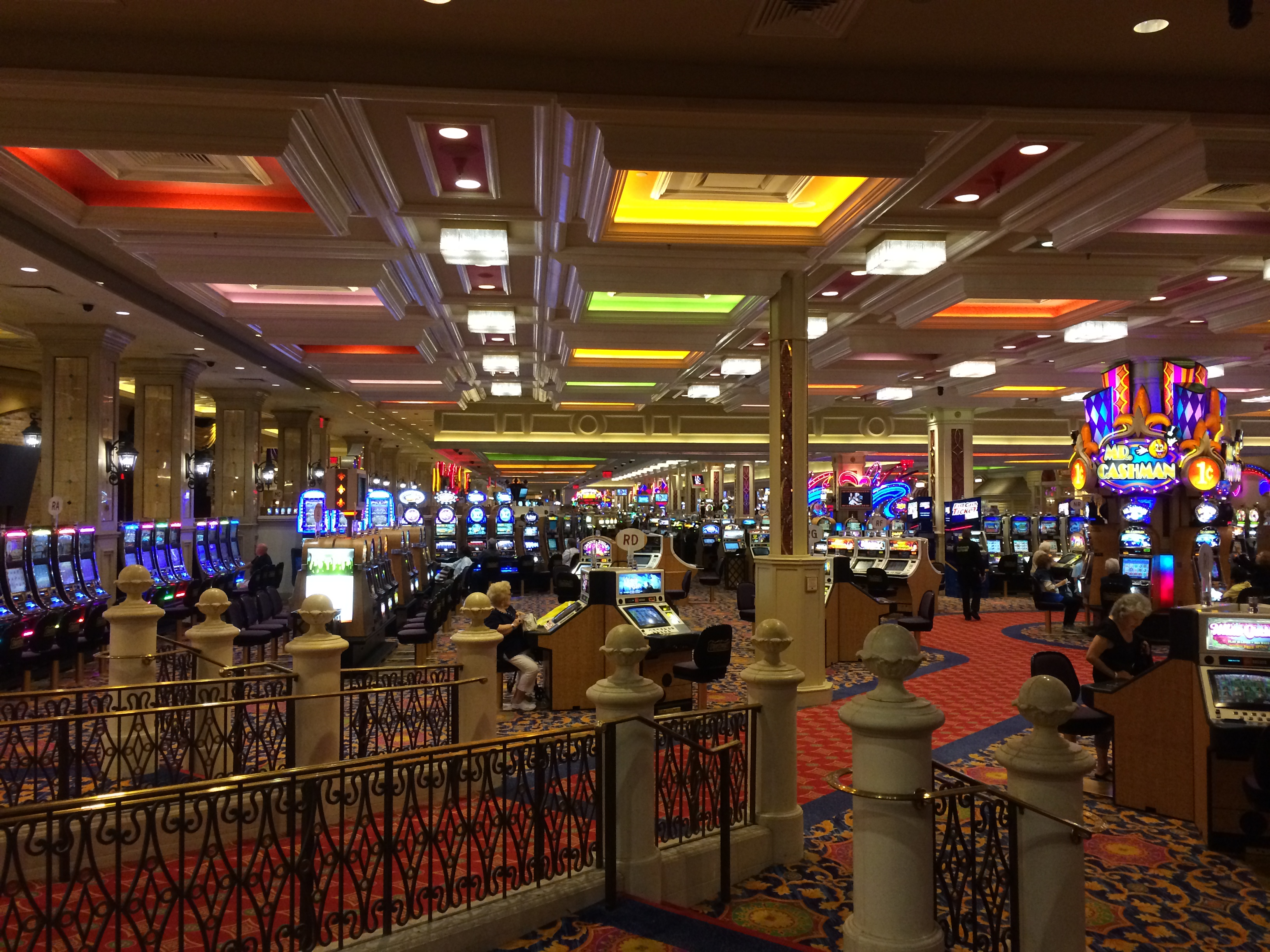
Showboat Casino